# Hamed al-Ghamdi
Hamed al-Ghamdi (arabisch حامد الغامدي, DMG Ḥāmid al-Ġāmidī; * 2. April 1999) ist ein saudi-arabischer Fußballspieler.

## Karriere

### Klub
Schon in der Jugend war er bei al-Ettifaq und wechselte zur Saison 2019/20 dort von der U23 fest in die erste Mannschaft.

### Nationalmannschaft
Nach der U19, U20 und U23 hatte er seinen ersten Einsatz in der saudi-arabischen Nationalmannschaft am 1. Dezember 2021 bei einer 0:1-Niederlage gegen Jordanien während der Gruppenphase des FIFA-Arabien-Pokal 2021. Hier wurde er zur 81. Minute für Ali Majrashi eingewechselt.